# Борба за справедливост
„Борба за справедливост“ (на английски: Out for Justice) е американски екшън филм от 1991 година на режисьора Джон Флин, по сценарий на Дейвид Лий Хенри.
Музиката е композирана от Дейвид Майкъл Франк. В главната роля е Стивън Сегал, който играе детектив, а Джулиана Маргулис от „Спешно отделение“ прави своя дебют. Филмът излиза на екран от 12 април 1991 г.

## В България
Един от първите му дублажи на български е от видеоразпространителя Брайт Айдиас през 1992 г. в превод на Камен Ранчев.
Филмът има втори дублаж, който се излъчва по Канал 1 на 11 септември 1999 г. 
| Преводач            | Мая Пачникова                                                                             |
| Редактор            | Кристин Балчева                                                                           |
| Тонрежисьор         | Трендафилка Немска                                                                        |
| Режисьор на дублажа | Димитър Караджов                                                                          |
| Озвучаващи артисти  | Наталия Бардская Владимир Пенев Васил Банов Симеон Владов Георги Георгиев-Гого Марин Янев |

Излъчва се по bTV на 3 декември 2003 г. с оригинално аудио на английски език и субтитри на български с превод Христо Христов и редакция от Георги Доков.
На 20 юни 2018 г. се излъчва по bTV Action с български дублаж в студио Медиа Линк. Ролите се озвучават от Ирина Маринова, Николай Николов, Васил Бинев, Радослав Рачев и Георги Георгиев-Гого.